# Сарір

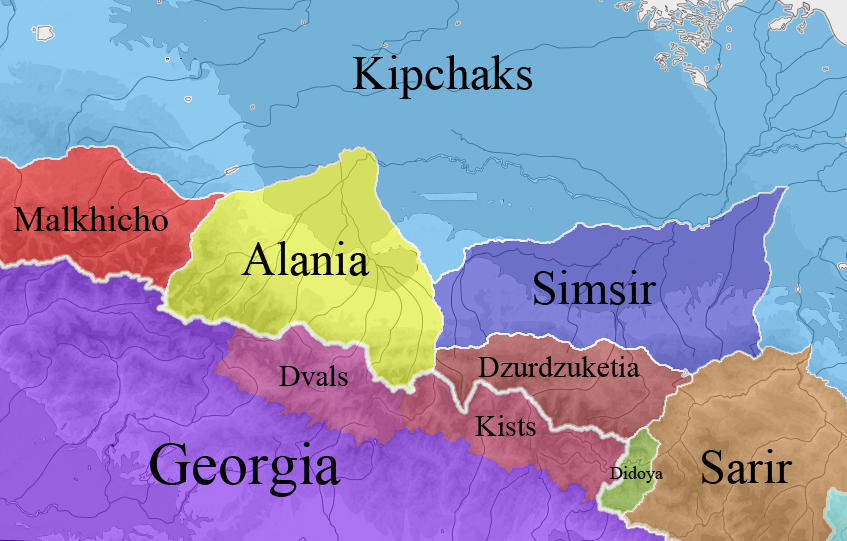
Сарір на мапі

Сарір або Серір — аварська феодальна держава Північного Кавказу часів раннього Середньовіччя, що існувала з VI до XI ст. Внаслідок внутрішніх протиріч та зовнішніх загроз розпалася на декілька володінь. У його основу було покладено іранське слово саер (голова, вершина), звідси — «Вершинна країна», «Гірська країна». Стало першою загальнодагестанською державою.

## Історія

### Заснування
Сарір відомо з VI ст. Назва походить від титулу, яким іменували місцевого правителя араби: «сахиб ас-сарір» — «володар трону». За однією версією, засновником держави був перський військовик Бахрам Гур. Втім це малоймовірно. Напевне ця легенда виникла у зв'язку з намаганням володарів Саріру зв'язати свою династію з династією Сасанідів, щоби зміцнити свої права на трон та землі Кавказу.
За іншою — у 567 році місцевого правителя призначив шах Хосров I Ануширван, що здається більш ймовірним з огляду на бажання мати на Кавказі надійних васалів та союзників. В часи цього перського володаря були закладені особливі відносини між Саріром та державою Сасанідів, які тільки зміцнилися при його наступниках. Свідченням цьому служать широко поширені легенди про золотий трон, чарівну чашу і навіть скарбницю Сасанідів, переданих на зберігання Сарірській династії. Остання легенда пов'язана з тим що шах-ін-шахи Сасанідської Персії надавали правителям Саріру значні грошові субсидії та частку у військовій здобичі.
Загалом на становлення та адміністративно-політичний розвиток значний вплив зробили Сасанидська Персія, Арабський халіфат, Хозарський каганат. Проте воно виникло на місцевій соціально-економічному ґрунті, а цій події передували розкладання первісно-общинного ладу й початковий етап феодалізації. На становлення Саріра також вплинула етнічно споріднена Кавказька Албанія, і насамперед через дагестанські етноси, що входили до її складу, а потім увійшли до орбіти сарірської державності.

### Розвиток
У VII ст. на момент загибелі держави Сасанідів і появи в регіоні Східного Кавказу арабів, державність Сарір настільки зміцніла, що його взаємини з царством Аланським, Хозарією і Країною косогов (адигських народів) визначали політику всього регіону. У VII—VIII століттях знаходився в зоні впливу Хазарського каганату і був його союзником у війнах проти арабів.
Завоювання Саріру арабами на чолі з видатним військовиком Марваном ібн Мухаммадом, який у 737 році пройшов сарірськими землями на Хозарський каганат, було довгим і важким, а їхня влада, короткостроковою і ефемерною. Боротьба сарірців проти арабів тривала з 738 до 744 року. Зрештою цар Саріру змушений був визнати зверхність Арабського халіфату та зобов'язався платити данину — щорічно поставляти Дербентському наміснику 10 тис. дерхемів, 500 юнаків та 500 дівчат у рабство, привозити в зерносховище 100 тис. мір зерна.
Під час боротьби за владу у халіфаті між Омейядами та Аббасидами сарірці зуміли на деякий час скинути владу арабів. Проте при халіфі Гарун ар-Рашиді Сарір знову потрапляє у залежність від Арабського халіфату.
Лише у 40-ві роки IX ст. Сарір стає повністю незалежним від халіфату Аббасидів. Тому у другій половині IX ст. починаються тривалі саріро-мусульманські війни. У першій половині X століття Сарір вважався потужною державою, здатною дати відсіч Хозарії та Аланії. Але Сарір у 943 році був по території своєї меншим політичним утворенням, ніж в IX столітті. Хозари, розгромивши алан близько 932 року, відтіснили державу Сарір з дагестанського передгір'я і з приморської рівнини.
У складі Сарір X ст. перебувала більша частина Сулакського басейну. Це були землі, що відповідають сьогоднішній гірській Аварії. В цей самий період кордони Саріру у рівнинній частині Північно-Східного Кавказу три рази змінювалися. На початку століття кордони території держави Сарір виходили на береги Каспійського моря. До 30-х років вони проходили набагато західніше — по Гимрінському хребету, бо Прикаспійська рівнина і сусідні передгір'я перейшли в руки Хазарського каганату. Після розгрому хазар великим князем київським Святославом у 965 оцір, там знову встановлюється військово-політична влада Саріру, яка не поступається Дербентському емірату і Ширвану — провідним ісламським центрам Східного Кавказу. Ці два князівства перетворилися на об'єкти впливу, куди війська Саріру здійснювали свої походи, особливо у 960-ті та 970-ті роки. Останній такий похід здійснено у 1064 році.

### Занепад
В XI ст. в Сарір стали проникати з Ширвана і Дербента групи газієв (борців за віру), які поширювали іслам серед поганського населення, що спричинило послаблення становища панівної династії. По мірі того, як їх піддані переходили до ісламу, царі Саріру виявлялися у все більшій ізоляції. Цим скористалися деякі представники сарірської династії, які прийняли іслам і зміцнилися в другій столиці країни — Кумухі. Вони прийняли титул «шамхал», що зводиться дослідниками до словосполучення «шах баал», де перше слово, є одним з відомих титулів царів Саріру, а друге, в перекладі з перської, означає «дерево, кущ». Звідси — родич шаха, гілка родини шаха. З часом тут сформувалося Газікумухське шамхальство. Водночас на землях західного Саріру утворюється Андійське володіння, де сили набрали юдеї. Після цього на основних землях держави утворюється Аварське ханство. Остання згадка про Сарір як єдину державу датується 1067 роком.

## Територія
Сарір межувала на півночі з Хозарським каганатом, на півдні — з Дербентом, на заході — з Аланським царством, на південному заході — з грузинськими князівствами, південному сході — Ширваном. Включало до свого складу більшість, або принаймні значну частину племен — предків народів Нагорного Дагестану. Сарір було великою по кавказьким масштабами державою, поліетнічним за своїм складом. Столицею був Хумрадж (сучасний аул Хунзах). Лакське м. Кумух також був місцем перебуванням правителя Сарір у IX—X століттях, крім того тут зберігалася царська скарбниця.
Політичним центром держави Сарір під час його виникнення, розвитку та розквіту було селище Танусі, розташоване на Хунзахському плато. Її центральне положення, дозволяло спрямовувати військові сили по кожному з напрямків, а також для міцного затвердження влади на Східному Кавказі.

## Державний устрій
На чолі держави Сарір (арабською «Мамлакат ас-Сарир») перебував цар, званий в східних письмових джерелах «Сахіб ас-Сарир» (володар, володар трону) або «малик ас-Сарир» (цар трону). Правителі Саріру носили титули вхрарзан-шах і авараншах. Царська влада була спадковою. Імена царів були сирійсько-перського походження, що випливає з тривалого панування тут держави Сасанідів.
Сарірське суспільство складалося з соціальних категорій: тарханів, батриків (патрикіїв), сіпехселарів (військовиків), раїса (вояки) на чолі з царем, вільних і залежних селян (раяти), а також рабів, переважна частина яких була з полонених. Основне населення Саріру становили вільні селяни-хлібороби та скотарі, об'єднані в сільські громади. Крім того, були напівзалежні категорії селян-здольників, які ділилися на два розряди: «музара» і «акара».
Володарі держави мали власну дружину (відбірні загони), куди також входили тюрки (хазари, табаристанці), грузини, черкеси.

## Соціально-економічний розвиток
Соціальному розвитку сарірського суспільства, формуванню класових відносин сприяли широке використання залізних знарядь, що значно підвищило продуктивність праці і розширило можливості індивідуальної праці, розвиток скотарства, в якому поряд зі стаціонарною формою важливе місце займало рухливе, відгінне скотарство. Розвиток відгонної форми було виразом інтенсифікації скотарства, особливо вівчарства, й важливим чинником прискорення соціально-майнового розкладання, одним із чинників зміцнення і розвитку економічних, політичних та етнокультурних контактів й зв'язків сарірцев з сусідніми племенами.
Економічний розвиток і успіхи в сільськогосподарському виробництві зумовили досить бурхливе зростання народонаселення серіри, про що свідчать арабомовні автори, говорячи про 12 тисяч населених пунктах в цій державі.

## Релігія
Правляча династія, знать Саріру, певна частина населення дотримувалися християнства. При цьому, в країні продовжували зберігатися поганські звичаї. В межах держави проживала невелика кількість зороастрійців.
Становище з релігійною ситуацією починає змінюватися кардинальним чином після створення величезної Сельджукської держави. Під її суспільно-політичним впливом іслам поширився Східним Закавказзям, торкнувшись аварців, що проживали на південному схилі Головного Кавказького хребта. Ісламізація історичного ядра держави Сарір, відповідного Хунзахському плато і прилеглим землям, сталася незабаром після вищезазначених подій.
У 20-ті роки XII в. в епоху Давида Будівельника відбулося відновлення християнства на території колишньої держави Сарір і тому грузини вважали Сарір територією функціонування християнства і на початку XIV століття. Остаточне поширення ісламу в межах території держави Сарір відбулося в 30-ті роки XIV-го сторіччя. У подальшому там мало місце остаточне витіснення з мовного обороту терміна «Сарір».